# Zjevení Panny Marie v Zeitounu

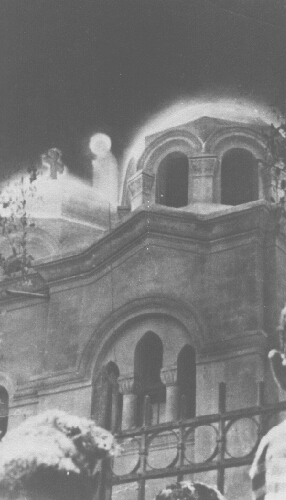
Koptský chrám Panny Marie v Zeitounu a zjevení Panny Marie

Zjevení Panny Marie v Zeitounu je označení pro sérii záhadných událostí, ke kterým došlo v Zeitounu (součást egyptské Káhiry) 2. dubna 1968 a dále ve tříletém období do 29. května 1971. Zjevení v Zeitounu patří k nejznámějším a nejpozoruhodnějším mimoevropským mariánským zjevením.  Jedinečné je především díky skutečnosti, že se událo v dominantně muslimské zemi a mimo katolické prostředí.

## Zjevení
K prvnímu zjevení Panny Marie došlo večer 2. srpna 1968. Dva muslimští muži si všimli ženské postavy na střeše koptského chrámu Panny Marie. V domnění, že se tato žena v bílém chystá spáchat sebevraždu, volali na ni: "Neskákejte, neskákejte". V tu chvíli se již v blízkosti kostela začal shromažďovat hlouček lidí. Někdo ve shromáždění zvolal, že se jedná o "Matku Boží", čímž údiv a zaujetí shromážděných lidí pochopitelně ještě vzrostl.
Panna Maria se dále zjevovala v každém týdnu ještě po další tři roky. 

## Záhadná světla
Se zjevením v Zeitounu se pojí fenomén zvláštních probleskujících světel na střeše koptského chrámu Panny Marie. Navzdory různým nabízeným vysvětlením se spolehlivě nepodařilo zodpovědět otázku o jejich původu. Fenomén záblesků, které provázely zjevení v Zeitounu, daly vzniknout dalšímu mariánskému titulu - Naše Paní Světla. Existuje celá řada fotografií a videozáznamů, které zeitounské události dokumentují.

## Poselství
Na rozdíl od jiných velkých mariánských zjevení, jako jsou ta v Paříži, Fatimě či Akitě, zjevení v Zeitounu není spojeno s jedním konkrétním poselstvím, které by Matka Boží předávala vizionářům.

## Uznání zjevení
Koptská pravoslavná církev rychle uznala pravost zjevení. Postoj katolické církve (byť se k tehdejšímu pontifikovi Pavlu VI. dostaly zprávy hovořící ve prospěch pravosti událostí) je neutrální, neboť k událostem došlo v rámci Koptské církve.

## Souvislosti
Egypt je z hlediska evangelijního příběhu Ježíše Krista a jeho matky Marie významný, neboť právě zde Svatá rodina uprchla před pronásledováním od krále Heroda v době po Ježíšově narození. Egypt byl součástí Římské říše, stejně jako Judské království, proto se pravděpodobně jevil jako rozumná lokalita pro útěk před pronásledováním. 